# Tebogo Monnakgotla
Anna Tebogo Matilda Monnakgotla, född 25 mars 1972 i Uppsala, är en svensk tonsättare.
Tebogo Monnakgotla är född och uppvuxen i Uppsala där hon som tioåring började spela cello i musikskolan. Efter att ha gått på musiklinjen på Södra Latin studerade hon från 1994 cello och komposition (för Jan Sandström) vid Musikhögskolan i Piteå, samt från 1999 komposition vid Kungliga Musikhögskolan i Stockholm.
Hon har skrivit musik för ett flertal ensembler, däribland den unge violinisten Johan Dalene, BBC Symphony Orchestra, Kungliga Filharmonikerna, Lahtis stadsorkester, Kammarensemblen, Musica Vitae, Avanti!, Sveriges Radios symfoniorkester  och Radiokören. I sitt musikskapande använder hon sig gärna av poesi och har samarbetat med ett flertal poeter som Li Li, Göran Malmqvist, Oliveira Silveira och Ann Jäderlund. Ett av hennes samarbeten med Li Li, Bambu i björkars språk, utsågs 2006 till "Rekommenderat verk" av organisationen International Rostrum of Composers.
2023 är Tebogo Monnakgotla profilerad tonsättare vid Tanglewoods sommarfeestival (Boston, USA). 2007–08 var Tebogo Monnakgotla Sveriges Radios särskilda interna tonsättare, ett uppdrag som enligt SR går till "de absolut främsta unga tonsättarna". Hon invaldes som medlem i Föreningen svenska tonsättare 2007 och är även medlem i "Inversion", en sammanslutning av kvinnliga tonsättare och dirigenter som arbetar för att föra ut den samtida musiken till en bredare publik. 
Hon tilldelades 2017 Carin Malmlöf-Forsslings pris med följande motivering: "Tebogo Monnakgotlas intelligenta och närvarande musikalitet lyser igenom i det nutidsförankrade tonspråk hon använder i sin musik med en färgpalett som är både överraskande och effektiv. Med en naturlig lyrisk ådra utforskar hon gärna ytterligheterna skönhet och fulhet – ur det föds något nytt och mycket tankeväckande."
2018 nominerades hennes opera Jean-Joseph till Nordiska rådets musikpris.

## Verk

### Orkestermusik
- Orkester (1997)
- Sou för sopran, mezzosopran, alt, baryton och orkester till text av Oliveira Silveira (2000)
- Blå för blåsorketser (2001)
- Ord för liten stråkorkester (2001)
- Encontrei för sopran, baryton och orkester till text av Margareta Renberg/Oliveira Silveira (2002)
- Li Po under den flygande spegeln för baryton och orkester till text av Li Li (2004)
- Pong för symfoniorkester (2006)
- Wishing för orkester (2007)
- Naissance du jour II för orkester (2009)
- The Adventures of the Butterfly, konsert för cello och stråkorkester (2011)
- A Dream Within a Dream för symfoniorkester (2011)
- Light Years Away – Supernova! för orkester (2013)
- Shattered Streams för orkester (2013)
- Un clin d'œil baryton och symfoniorkester (2018)
- Gaea, för saxofon och symfoniorkester (2020) för Johannes Thorell
- Den försvunna, för sopran och symfoniorkester (2022) för Julia Sporsén och Jönköpings sinfonietta
- Globe Skimmer Surfing the Somali Jet, för violin och orkester (2022) för Johan Dalene och Kungliga Filharmonikerna, Sinfonia Lahti och BBC Radio 3 (BBC Symphony Orchestra)

### Musikdramatik
- Hit the ground running, dansverk (2013)
- Struck Silent, dansverk (2014)
- Jean-Joseph med libretto av Claude Kayat, opera (2016)
- Exodus, libretto av Athena Farrokhzad, pågående
- Zebran, opera med libretto av Kerstin Perski (2020)

### Kammarmusik
- Hur hösten långsamt mognar för röst och piano till text av Göran Sonnevi (1994)
- Gatan för röst och piano till text av Göran Sonnevi
- Träden för röst och piano till text av Göran Sonnevi
- Blåskvintett (1995)
- Vattenringar för 6 slagverkare (1996)
- Silhuett för mezzosopran, flöjt, harpa, slagverk, violin, viola och cello till text av Ann Jäderlund (1997)
- Det speglade för orgel (1998)
- För orgel (1998)
- Musik för saxofon och stråkar för saxofon, violin, viola och cello (1999)
- Endings för sopran, flöjt och gitarr eller harpa till text av Derek Walcott (2003)
- Till Ester för piano (2003)
- Stycke för soloviolin (2004)
- Etapp för violin och gitarr (2004)
- Bambu i björkars språk för sopran och kammarorkester till text av Li Li (2005)
- Bröllopsmusik för orgel (2006)
- Leenden, snöflingor, stjärnor för sopran och piano (2006)
- Snöbekännelser för sopran, flöjt, klarinett, slagverk, piano, violin och cello till text av Li Li (2007)
- Piece for Recorders and Electronics för blockflöjter och elektronik (2007)
- Five Pieces for String Trio för violin, viola och cello (2007)
- Le dormeur du val för sopran, klarinett, trumpet, ackordeon, slagverk, violin, viola och cello (2008)
- Toys (or The Wonderful World of Clara) flöjt, klarinett, 2 slagverkare, piano, violin, viola och cello (2008–09)
- Fanfare! för 3 brasskvintetter (2009)
- Four Musical Poems för blockflöjt och luta (2010)
- I Hit the Ground Running för flöjt, saxofon, slagverk, violin, cello och dansare (2013)
- Struck Silent för flöjt, slagverk, cello och dansare (2014)
- Crisp Water för blåskvintett och stråkar (2015)
- Crossing borders för saxofonduo (2015)
- The flower and the wind demon, för cello och piano (2019)
- Swift-Tuttle, för viola och gitarr (2023)

### Körmusik
- Molnsteg för blandad kör till text av Elisabet Hermodsson (1995)
- Apelsinen har mognat för blandad kör till text av Bei Dao i översättning av Göran Malmqvist (2000)
- Jul för blandad kör till text av Li Li (2008)
- Naissance du jour för blandad kör till text av J.J. Rabearivelo (2009)
- Autre naissance du jour för blandad kör till text av J.J. Rabearivelo (2017)
- Glömskans arkiv (2023)

### Elektroakustisk musik
- Klanger för tape (2000)
- Trä för tape (2001)